# دونالد هریس
دونالد هریس (انگلیسی: Donald J. Harris؛ زادهٔ ۲۳ اوت ۱۹۳۸) استاد دانشگاه و اقتصاددان اهل ایالات متحده آمریکا است.
وی همچنین برندهٔ جوایزی همچون برنامه فولبرایت شده‌است.
دونالد جاسپر هریس (زاده ۲۳ اوت ۱۹۳۸) اقتصاددان جامائیکایی-آمریکایی و استاد بازنشسته در دانشگاه استنفورد است که به دلیل استفاده از اقتصاد پساکینزی در اقتصاد توسعه شهرت دارد. او پدر چهل و نهمین و معاون رئیس‌جمهور ایالات متحده آمریکا، کامالا هریس، و همچنین وکیل و مفسر سیاسی مایا هریس است.
هریس در طول زندگی حرفه ای خود بر روی تجزیه و تحلیل اقتصادی و سیاست در مورد اقتصاد جامائیکا، کشور مادری خود کار کرده‌است. او در مقاطع مختلف به عنوان مشاور سیاست اقتصادی دولت جامائیکا و مشاور اقتصادی نخست وزیران متوالی در آنجا خدمت کرد. در ۱۸ اکتبر ۲۰۲۱، او با انتصاب به نشان شایستگی، جایزه افتخار ملی جامائیکا، «به دلیل سهم برجسته خود در توسعه ملی» مفتخر شد.

## سنین جوانی و تحصیل
دونالد جی. هریس در شهر براون، پریش سنت آن، جامائیکا، پسر بریل کریستی هریس (با نام خانوادگی فاینگان) و اسکار جوزف هریس، که از میراث آفریقایی-جامائیکایی و ایرلندی-جامائیکایی بودند، به دنیا آمد. در کودکی، هریس تعلیمات مذهبی را آموخت، غسل تعمید یافت و در کلیسای انگلستان تأیید شد، و به عنوان یک آموزگار خدمت کرد. بنا به گفته هریس، ساخت کلیسای محلی انگلیکن توسط همیلتون براون، که هریس معتقد است - طبق گفته‌های مادربزرگش - جد او است، پایه‌گذاری شد. او در منطقه Orange Hill در Saint Ann Parish، در نزدیکی Brown's Town بزرگ شد. هریس تحصیلات اولیه خود را در دبیرستان تیچفیلد دریافت کرد.